# Agència Tributària de les Illes Balears
L'Agència Tributària de les Illes Balears (ATIB) és l'ens encarregat de recaptar els tributs propis del Govern de les Illes Balears i aquells cedits totalment per l'Estat.
Fou creada pel Parlament de les Illes Balears a través de la llei 3/2008, de 14 d'abril, de creació i regulació de l'Agència Tributària de les Illes Balears, en escrupolós compliment de l'article 133 de la llei orgànica 1/2007, de 28 de febrer (altrament conegut com a Estatut d'Autonomia de les Illes Balears de 2007). En el seu primer any de funcionament es pronosticà una recaptació de 800 milions d'euros.
L'ATIB gestiona els Impost sobre Successions i Donacions, de transmissions patrimonials i actes jurídics documental, de la taxa del joc, així com del cànon de sanejament d'aigua. A més a més, a través de convenis signats amb els ajuntaments, també recapta els impostos de béns immobles, circulació, activitats econòmiques, multes de trànsit i de taxes d'escombraries i aigua.
A través de la seva web, els contribuents poden pagar els tributs, sempre que les quantitats a saldar no siguin superiors a 1.800 euros amb la targeta bancària. El telèfon de l'Agència és el 902 20 15 30, operatiu de nou del matí a cinc de la tarda. A més, disposa d'una trentena d'oficines en tot el territori insular, divuit de les quals recapten tributs locals.
El 2 de gener de 2009 es posà en funcionament coincidint amb la presentació en públic encapçalada per Francesc Antich, president del Govern balear, Carles Manera, conseller d'Economia i Hisenda, i Maria Antònia Truyols, directora de l'ATIB.